# DFC Allendorf/Eder
Der Damenfußballclub Allendorf/Eder ist ein deutscher Frauenfußball-Verein aus Allendorf. Der Verein entstand 1994 aus der Frauenfußballabteilung des ehemaligen Bundesligisten TSV Battenberg. Aktuell spielt er in der fünftklassigen Verbandsliga Hessen Nord.

## Geschichte
Der TSV Battenberg gehörte 1985 zu den Gründungsmitgliedern der Oberliga Hessen. 1992 stieg der TSV Battenberg in die Bundesliga auf. In der Saison 1992/93 belegte die Mannschaft den 8. Platz in der Südgruppe, welcher zum Klassenerhalt reichte. Im Jahr darauf stieg man jedoch wieder in die Oberliga Hessen ab.
Daraufhin gründete die Frauenfußballabteilung einen eigenen Verein mit Sitz in der Nachbargemeinde Allendorf und tritt seitdem als DFC Allendorf/Eder an. Im Jahre 1997 stieg die Mannschaft aus der Oberliga Hessen ab und kehrte erst drei Jahre später zurück. 2002 gelang als Tabellenvierter der Aufstieg in die seinerzeit zweitklassige Regionalliga Süd, da die drei besser platzierten Mannschaften auf den Aufstieg verzichteten. Die Regionalliga erwies sich als eine Nummer zu groß und der DFC stieg als Tabellenletzter postwendend wieder ab.
Nach einigen weiteren Jahren in der Oberliga Hessen stieg der Verein 2008 in die Verbandsliga Nord ab, wo die erste Mannschaft auch heute noch spielt.

## Erfolge
- Aufstieg in die Bundesliga 1992 (als TSV Battenberg)

## Bekannte Spielerinnen
- Birgitt Austermühl (58 Länderspiele, heute spielende Co-Trainerin des TSV Jahn Calden)
- Pia Wunderlich (102 Länderspiele, heute 1. FFC Frankfurt)
- Tina Wunderlich (34 Länderspiele, heute 1. FFC Frankfurt)
- Jennifer Cramer (1. FFC Turbine Potsdam)